# Ima Bohusz
Ima Anatoljeuna Bohusz, (błr. Іма Анатольеўна Богуш; ur. 2 sierpnia 1990 w Mińsku) – białoruska tenisistka o statusie profesjonalnym, reprezentantka kraju w Pucharze Federacji.
W przeciągu swojej kariery wygrała cztery deblowe turnieje rangi ITF. Najwyżej w rankingu WTA była sklasyfikowana na 515. miejscu w singlu (15 września 2008) oraz na 260. miejscu w deblu (21 września 2009).

## Wygrane turnieje rangi ITF
| turnieje z pulą nagród 100 000 $ |
| turnieje z pulą nagród 75 000 $  |
| turnieje z pulą nagród 50 000 $  |
| turnieje z pulą nagród 25 000 $  |
| turnieje z pulą nagród 15,000 $  |
| turnieje z pulą nagród 10 000 $  |

### Gra podwójna
| Data       | Turniej | Naw.            | Partnerka       | Przeciwniczki                              | Wynik          |
| 06/03/2006 | Mińsk   | Dywanowa (hala) | Darja Kustawa   | Kaciaryna Dziehalewicz Tacciana Kapszaj    | 1:6, 6:3, 6:2  |
| 11/08/2008 | Iława   | Ceglana         | Romana Tabaková | Lisa Marshall Anna Mowsisjan               | 6:3, 6:2       |
| 15/09/2008 | Karszy  | Twarda          | Łesia Curenko   | Albina Xabibulina Aleksandra Kolesnichenko | 6:3, 6:1       |
| 02/03/2009 | Mińsk   | Dywanowa (hala) | Darja Kustawa   | Witalija Djaczenko Jewgienija Paszkowa     | 6:3, 4:6, 10–8 |